# جارود إيفانز
جارود إيفانز (بالإنجليزية: Jarrod Evans)‏ هو لاعب اتحاد الرغبي بريطاني، ولد في 25 يوليو 1996 في Pontypridd ‏ في المملكة المتحدة.